# 580 pr. n. št.

## Smrti
- Aspelta, kralj Kraljestva Kuš (* ni znano)
- Kir I., kralj Anšana  (* ni znano)